# Liga de Campeones 2 de la AFC 2024-25
La Liga de Campeones 2 de la AFC 2024-25 fue la edición inaugural de la segunda competición de clubes masculinos de fútbol de la Confederación Asiática de Fútbol, reemplazando a la Copa AFC, que existía durante las 20 temporadas anteriores. Esta es la primera temporada que utiliza un nuevo formato. El nuevo nombre de Liga de Campeones AFC 2. El torneo contó con 32 equipos.
El campeón del torneo fue Sharja, que consiguió su primer título de la competición y clasificó a la Liga de Campeones Élite de la AFC 2025-26 en su fase de liga.

## Cambio de formato
En agosto de 2023, la Confederación Asiática de Fútbol oficializó la modificación de sus competencias de clubes, modificando el nombre y método de clasificación de la Copa AFC. El nuevo nombre responde a la participación de los clubes campeones de las ligas ubicadas entre los puestos 7.º y 12.º de cada región; es decir, los campeones de las ligas de segundo nivel en la confederación.

## Cupos por asociación
La AFC entregó el número de cupos por asociación.

| Zona Oeste | Zona Oeste | Zona Oeste                                       | Zona Oeste | Zona Oeste | Zona Oeste |
| Ranking    | Ranking    | Asociación                                       | Puntos     | Cupos      | Cupos      |
| Zona       | AFC        | Asociación                                       | Puntos     | Principal  | Preliminar |
| ---------- | ---------- | ------------------------------------------------ | ---------- | ---------- | ---------- |
| -          | -          | Eliminados de la Liga de Campeones Élite 2024-25 | -          | 2          | -          |
| 1          | 1          | Arabia Saudita                                   | 93.795     | 1          | -          |
| 2          | 4          | Catar                                            | 75.950     | 1          | -          |
| 3          | 5          | Irán                                             | 72.018     | 1          | -          |
| 4          | 6          | Emiratos Árabes Unidos                           | 64.129     | 1          | -          |
| 5          | 9          | Uzbekistán                                       | 45.006     | 1          | -          |
| 6          | 10         | Irak                                             | 36.901     | 1          | -          |
| 7          | 12         | Jordania                                         | 30.161     | 2          | -          |
| 8          | 16         | Tayikistán                                       | 23.976     | 2          | -          |
| 9          | 17         | India                                            | 23.639     | 1          | 1          |
| 10         | 18         | Baréin                                           | 20.681     | 1          | 1          |
| 11         | 19         | Kuwait                                           | 20.069     | -          | 1          |
| 12         | 20         | Turkmenistán                                     | 19.464     | -          | 1          |
| Zona Este  |            |                                                  |            |            |            |
| Ranking    | Ranking    | Asociación                                       | Puntos     | Cupos      | Cupos      |
| Zona       | AFC        | Asociación                                       | Puntos     | Principal  | Preliminar |
| -          | -          | Eliminados de la Liga de Campeones Élite 2024-25 | -          | 1          | -          |
| 1          | 2          | Japón                                            | 91.821     | 1          | -          |
| 2          | 3          | Corea del Sur                                    | 88.925     | 1          | -          |
| 3          | 7          | China                                            | 57.630     | 1          | -          |
| 4          | 8          | Tailandia                                        | 49.470     | 1+1        | -          |
| 5          | 11         | Australia                                        | 33.380     | 1          | -          |
| 6          | 13         | Malasia                                          | 29.251     | 1          | -          |
| 7          | 14         | Vietnam                                          | 29.469     | 2          | -          |
| 8          | 15         | Hong Kong                                        | 27.450     | 2          | -          |
| 9          | 21         | Filipinas                                        | 18.428     | 2          | -          |
| 10         | 24         | Singapur                                         | 16.824     | 2          | -          |
| 11         | 25         | Corea del Norte                                  | 16.117     | 1          | -          |
| 12         | 27         | Indonesia                                        | 15.083     | 1          | -          |

## Equipos participantes

### Zona Oeste
| Club              | Método de clasificación                                                          |
| Fase de grupos    | Fase de grupos                                                                   |
| ----------------- | -------------------------------------------------------------------------------- |
| Sepahan           | Eliminados de la fase preliminar de la Liga de Campeones Élite de la AFC 2024-25 |
| Shabab Al-Ahli    | Eliminados de la fase preliminar de la Liga de Campeones Élite de la AFC 2024-25 |
| Al-Taawoun        | Cuarto lugar de la Liga Profesional Saudí 2023-24                                |
| Al-Wakrah         | Cuarto lugar de la Qatar Stars League 2023-24                                    |
| Tractor Sazi      | Cuarto lugar de la Iran Pro League 2023-24                                       |
| Sharjah           | Cuarto lugar de la UAE Pro League 2023-24                                        |
| Nasaf             | Campeón de la Copa de Uzbekistán 2023                                            |
| Al-Quwa Al-Jawiya | Subcampeón de la Liga Premier de Irak 2023-24                                    |
| Al-Hussein Irbid  | Campeón de la Liga Premier de Jordania 2023                                      |
| Al-Wehdat         | Campeón de la Copa de Jordania 2023                                              |
| Istiklol          | Campeón de la Liga de Fútbol de Tayikistán 2023                                  |
| Ravshan Kulob     | Subcampeón de la Copa de Tayikistán 2023                                         |
| Mohun Bagan SG    | Primer lugar de la fase regular de la Superliga de India 2023-24                 |
| Al-Khaldiya SC    | Campeón de la Liga Premier de Baréin 2023-24                                     |
| Fase preliminar   |                                                                                  |
| East Bengal       | Campeón de la Super Copa de India 2024                                           |
| Al-Ahli Manama    | Campeón de la Copa de Baréin 2023-24                                             |
| Al-Kuwait         | Campeón de la Liga Premier de Kuwait 2023-24                                     |
| Altyn Asyr        | Subcampeón de la Liga Superior de Turkmenistán 2023                              |

### Zona Este
| Club                   | Método de clasificación                                                          |
| Fase de grupos         | Fase de grupos                                                                   |
| ---------------------- | -------------------------------------------------------------------------------- |
| Bangkok United         | Eliminados de la fase preliminar de la Liga de Campeones Élite de la AFC 2024-25 |
| Sanfrecce Hiroshima    | Tercer lugar de la J1 League 2023                                                |
| Jeonbuk Hyundai Motors | Cuarto lugar de la K League 1 2023                                               |
| Zhejiang               | Tercer lugar de la Superliga de China 2023                                       |
| Port FC                | Tercer lugar de la Liga de Tailandia 2023-24                                     |
| Sydney                 | Campeón de la Copa Australia 2023                                                |
| Selangor               | Subcampeón de la Superliga de Malasia 2023                                       |
| Nam Định               | Campeón de la V.League 1 2023-24                                                 |
| Đông Á Thanh Hóa       | Campeón de la Copa de Vietnam 2023-24                                            |
| Lee Man                | Campeón de la Liga Premier de Hong Kong 2023-24                                  |
| Eastern SC             | Campeón de la Copa FA de Hong Kong 2023-24                                       |
| DH Cebu                | Campeón de la Philippines Football League 2023-24                                |
| Kaya-Iloilo            | Campeón de la Copa Paulino Alcántara 2023                                        |
| Lion City Sailors      | Subcampeón de la Liga Premier de Singapur 2023                                   |
| Tampines Rovers        | Subcampeón de la Copa de Singapur 2023                                           |
| Persib Bandung         | Campeón de la Liga 1 de Indonesia 2023-24                                        |

## Calendario
| Escenario         | Ronda            | Sorteo                  | Ida                         | Vuelta                      |
| ----------------- | ---------------- | ----------------------- | --------------------------- | --------------------------- |
| Etapa preliminar  | Etapa preliminar | Por definir             | 14 de agosto de 2024        | 14 de agosto de 2024        |
| Fase de grupos    | Jornada 1        | 16 de agosto de 2024    | 17-19 de septiembre de 2024 | 17-19 de septiembre de 2024 |
| Fase de grupos    | Jornada 2        | 16 de agosto de 2024    | 1-3 de octubre de 2024      | 1-3 de octubre de 2024      |
| Fase de grupos    | Jornada 3        | 16 de agosto de 2024    | 22-24 de octubre de 2024    | 22-24 de octubre de 2024    |
| Fase de grupos    | Jornada 4        | 16 de agosto de 2024    | 5-7 de noviembre de 2024    | 5-7 de noviembre de 2024    |
| Fase de grupos    | Jornada 5        | 16 de agosto de 2024    | 26-28 de noviembre de 2024  | 26-28 de noviembre de 2024  |
| Fase de grupos    | Jornada 6        | 16 de agosto de 2024    | 3-5 de diciembre de 2024    | 3-5 de diciembre de 2024    |
| Fase eliminatoria | Octavos de final | 12 de diciembre de 2024 | 11-13 de febrero de 2025    | 18-20 de febrero de 2025    |
| Fase eliminatoria | Cuartos de final | 12 de diciembre de 2024 | 4-6 de marzo de 2025        | 11-13 de marzo de 2025      |
| Fase eliminatoria | Semifinales      | 12 de diciembre de 2024 | 8-9 de abril de 2025        | 15-16 de abril de 2025      |
| Fase eliminatoria | Final            | 12 de diciembre de 2024 | 17 de mayo de 2025          | 17 de mayo de 2025          |

## Etapa preliminar
En esta etapa de clasificación para cada región se determinó en función de la clasificación de la asociación de cada equipo y su clasificación dentro de su asociación, y el equipo de la asociación mejor clasificada fue el anfitrión del partido. Los equipos de la misma asociación no podían ser colocados en la misma eliminatoria. Los dos ganadores de esta etapa (dos de la Región Oeste) avanzaron a la fase de grupos para unirse a los 30 participantes directos, mientras que los perdedores de esta ronda de clasificación ingresarán a la fase de grupos de la Liga Desafío de la AFC 2024-25.
| Equipo 1    | Resultado | Equipo 2   |
| ----------- | --------- | ---------- |
| East Bengal | 2–3       | Altyn Asyr |
| Al-Ahli     | 0–1       | Al-Kuwait  |

East Bengal – Altyn Asyr
| 14 de agosto de 2024 | East Bengal                    | 2:3     | Altyn Asyr                                 | Salt Lake Stadium, Calcuta                                 |                                                            |
| 19:00 (UTC+05:30)    | - Lalhlansanga 7' - Crespo 59' | Reporte | - Annayew 18' - Nurmuradow 28' - Titow 52' | Asistencia: 27 892 espectadores Árbitro(s): Alexander King | Asistencia: 27 892 espectadores Árbitro(s): Alexander King |

Al-Ahli – Al-Kuwait
| 14 de agosto de 2024 | Al-Ahli | 0:1     | Al-Kuwait              | Estadio Ciudad Deportiva Califa, Madinat 'Isa                   |                                                                 |
| 19:15 (UTC+03:00)    |         | Reporte | - Mohammad Marhoon 83' | Asistencia: 1 396 espectadores Árbitro(s): Qasim Matar Al-Hatmi | Asistencia: 1 396 espectadores Árbitro(s): Qasim Matar Al-Hatmi |

## Sorteo
El sorteo de la Fase de grupos se realizó el 16 de agosto de 2024 en la AFC House en Kuala Lumpur, Malasia.

Los 32 equipos fueron sorteados en ocho grupos de cuatro: cuatro grupos en cada uno de los grupos de la Región Oeste (Grupos A–D) y la Región Este (Grupos E–H). Para cada región, los equipos fueron sembrados en cuatro bombos y sorteados en las posiciones relevantes dentro de cada grupo, en función de su clasificación de asociación y su clasificación dentro de su asociación. Los equipos de la misma asociación no podían ser sorteados en el mismo grupo.

## Fase de grupos

### Región Oeste

#### Grupo A
| Pos. | Equipo        | Pts. | PJ | G | E | P | GF | GC | Dif. | Clasificación             |  | TRA       | AWR       | RAK     | MBG       |
| ---- | ------------- | ---- | -- | - | - | - | -- | -- | ---- | ------------------------- |  | --------- | --------- | ------- | --------- |
| 1    | Tractor       | 10   | 4  | 3 | 1 | 0 | 16 | 4  | +12  | Avanza a Octavos de final |  | —         | 3–3       | 3–1     | Cancelado |
| 2    | Al-Wakrah     | 4    | 4  | 1 | 1 | 2 | 4  | 8  | −4   | Avanza a Octavos de final |  | 0–3       | —         | 0–2     | Cancelado |
| 3    | Ravshan Kulob | 3    | 4  | 1 | 0 | 3 | 3  | 11 | −8   |                           |  | 0–7       | 0–1       | —       | Cancelado |
| 4    | Mohun Bagan   | 0    | 0  | 0 | 0 | 0 | 0  | 0  | 0    | Retirado                  |  | Cancelado | Cancelado | Anulado | —         |

 Fuente: AFC
| 18 de septiembre de 2024 | Mohun Bagan SG | Anulado (0:0) | Ravshan Kulob | Vivekananda Yuba Bharati Krirangan Stadium, Kolkata    |                                                        |
| 19:30 (UTC+05:30)        |                | Reporte       |               | Asistencia: 18 908 espectadores Árbitro(s): Ahmed Issa | Asistencia: 18 908 espectadores Árbitro(s): Ahmed Issa |

| 18 de septiembre de 2024 | Al-Wakrah | 0:3     | Tractor | Al Janoub Stadium, Al Wakrah                                |                                                             |
| 19:00 (UTC+03:00) |           | Reporte |         | Asistencia: 3 476 espectadores Árbitro(s): Rustam Lutfullin | Asistencia: 3 476 espectadores Árbitro(s): Rustam Lutfullin |
| El 25 de septiembre de 2024, el partido fue declarado perdido por el mismo resultado después de que Al-Wakrah alineara a un jugador no elegible que actualmente cumplía una suspensión. |           |         |         |                                                             |                                                             |

| 2 de octubre de 2024 | Ravshan Kulob | 0:1     | Al-Wakrah         | Central Republican Stadium, Dushanbe                         |                                                              |
| 19:00 (UTC+05:00)    |               | Reporte | - Gelson Dala 45' | Asistencia: 7 643 espectadores Árbitro(s): Majed Al-Shamrani | Asistencia: 7 643 espectadores Árbitro(s): Majed Al-Shamrani |

| 2 de octubre de 2024 | Tractor | Cancelado | Mohun Bagan SG | Yadegar-e Emam Stadium, Tabriz |  |
| 19:30 (UTC+03:30)    |         | Reporte   |                |                                |  |

| 23 de octubre de 2024 | Mohun Bagan SG | Cancelado | Al-Wakrah | Vivekananda Yuba Bharati Krirangan Stadium, Kolkata |  |
| 19:30 UTC+05:30       |                | Reporte   |           |                                                     |  |

| 23 de octubre de 2024 | Ravshan Kulob   | 1:3     | Tractor                               | Yadegar-e Emam Stadium, Tabriz                       |                                                      |
| 19:00 UTC+05:00       | - Mawutor 90+2' | Reporte | - Hosseinzadeh 26', 32' - Štrkalj 80' | Asistencia: 4 729 espectadores Árbitro(s): Álex King | Asistencia: 4 729 espectadores Árbitro(s): Álex King |

| 6 de noviembre de 2024 | Tractor                                                                              | 7:0     | Ravshan Kulob | Central Republican Stadium, Dushanbe                   |                                                        |
| 19:00 UTC+03:00        | - Nazarov 4' (a.g.) - Çikalleshi 14', 25', 27' - Hosseinzadeh 45+2', 69' - Alves 49' | Reporte |               | Asistencia: 200 espectadores Árbitro(s): Ahmad Ibrahim | Asistencia: 200 espectadores Árbitro(s): Ahmad Ibrahim |

| 6 de noviembre de 2024 | Al-Wakrah | Cancelado | Mohun Bagan SG | Al Janoub Stadium, Al Wakrah |  |
| 19:00 UTC+03:00        |           | Reporte   |                |                              |  |

| 27 de noviembre de 2024 | Ravshan Kulob | Cancelado | Mohun Bagan SG | Central Republican Stadium, Dushanbe |  |
| 19:00 UTC+05:00         |               | Reporte   |                |                                      |  |

| 27 de noviembre de 2024 | Tractor                                   | 3:3     | Al-Wakrah                               | Yadegar-e Emam Stadium, Tabriz                        |                                                       |
| 19:30 UTC+03:30         | - Hosseinzadeh 45' - Hashemnejad 75', 87' | Reporte | - Gomes 4' - Ali Mukhtar 51' - Dala 69' | Asistencia: 200 espectadores Árbitro(s): Ryo Tanimoto | Asistencia: 200 espectadores Árbitro(s): Ryo Tanimoto |

| 4 de diciembre de 2024 | Mohun Bagan SG | Cancelado | Tractor | Vivekananda Yuba Bharati Krirangan Stadium, Kolkata |  |
| 21:30 UTC+05:30        |                | Reporte   |         |                                                     |  |

| 4 de diciembre de 2024 | Al-Wakrah | 0:2     | Ravshan Kulob               | Al Janoub Stadium, Al Wakrah                           |                                                        |
| 19:00 UTC+03:00        |           | Reporte | - Khaitov 55' - Safarov 81' | Asistencia: 1 037 espectadores Árbitro(s): Kim Hee-gon | Asistencia: 1 037 espectadores Árbitro(s): Kim Hee-gon |

#### Grupo B
| Pos. | Equipo            | Pts. | PJ | G | E | P | GF | GC | Dif. | Clasificación             |     | ATW | AKD | AQW | ALT |
| ---- | ----------------- | ---- | -- | - | - | - | -- | -- | ---- | ------------------------- | --- | --- | --- | --- | --- |
| 1    | Al-Taawoun        | 15   | 6  | 5 | 0 | 1 | 13 | 6  | +7   | Avanza a Octavos de final |     | —   | 2–1 | 1–2 | 2–1 |
| 2    | Al-Khaldiya       | 12   | 6  | 4 | 0 | 2 | 14 | 7  | +7   | Avanza a Octavos de final |     | 2–3 | —   | 4–1 | 4–0 |
| 3    | Al-Quwa Al-Jawiya | 9    | 6  | 3 | 0 | 3 | 8  | 9  | −1   |                           |     | 0–1 | 1–2 | —   | 2–1 |
| 4    | Altyn Asyr        | 0    | 6  | 0 | 0 | 6 | 2  | 15 | −13  |                           | 0–4 | 0–1 | 0–2 | —   |     |

 Fuente: AFC
| 18 de septiembre de 2024 | Al-Khaldiya                      | 2:3     | Al Taawoun                    | Bahrain National Stadium, Riffa                           |                                                           |
| 19:00 (UTC+03:00)        | - Al-Aswad 33' - Abduljabbar 79' | Reporte | - Barrow 1', 29' - Flávio 51' | Asistencia: 948 espectadores Árbitro(s): Nasrullo Kabirov | Asistencia: 948 espectadores Árbitro(s): Nasrullo Kabirov |

| 18 de septiembre de 2024 | Al-Quwa Al-Jawiya            | 2:1     | Altyn Asyr    | Al-Madina International Stadium, Bagdad                         |                                                                 |
| 21:00 (UTC+03:00)        | - C. Salazar 50' - Ahmed 88' | Reporte | - Annaýew 70' | Asistencia: 10 741 espectadores Árbitro(s): Ahmed Faisal Al-Ali | Asistencia: 10 741 espectadores Árbitro(s): Ahmed Faisal Al-Ali |

| 2 de octubre de 2024 | Altyn Asyr | 0:1     | Al-Khaldiya       | Ashgabat Stadium, Asjabad                                 |                                                           |
| 19:00 (UTC+05:00)    |            | Reporte | Bellatreche 45+4' | Asistencia: 15 500 espectadores Árbitro(s): Ahmad Ibrahim | Asistencia: 15 500 espectadores Árbitro(s): Ahmad Ibrahim |

| 2 de octubre de 2024 | Al Taawoun       | 1:2     | Al-Quwa Al-Jawiya                | King Abdullah Sport City Stadium, Dushanbe             |                                                        |
| 21:00 (UTC+03:00)    | - João Pedro 62' | Reporte | - Isaiah 45+1' - Abdul Ameer 48' | Asistencia: 5 200 espectadores Árbitro(s): Shen Yinhao | Asistencia: 5 200 espectadores Árbitro(s): Shen Yinhao |

| 23 de octubre de 2024 | Al Taawoun                       | 2:1     | Altyn Asyr         | King Abdullah Sport City Stadium, Dushanbe             |                                                        |
| 21:00 (UTC+03:00)     | - João Pedro 45+2' - Mandash 47' | Reporte | Myratberdiyýew 58' | Asistencia: 4 172 espectadores Árbitro(s): Jumpei Iida | Asistencia: 4 172 espectadores Árbitro(s): Jumpei Iida |

| 23 de octubre de 2024 | Al-Quwa Al-Jawiya  | 1:2     | Al-Khaldiya          | Al-Madina International Stadium, Bagdad                     |                                                             |
| 21:00 (UTC+03:00)     | Abbas 90+6' (pen.) | Reporte | Al-Humaidan 31', 74' | Asistencia: 3 050 espectadores Árbitro(s): Rustam Lutfullin | Asistencia: 3 050 espectadores Árbitro(s): Rustam Lutfullin |

| 6 de noviembre de 2024 | Altyn Asyr | 0:4     | Al Taawoun                                     | Köpetdag Stadium, Asjabad                                    |                                                              |
| 19:00 UTC+05:00        |            | Reporte | - Barrow 36', 67' - Mandash 40' - Bahusayn 88' | Asistencia: 11 000 espectadores Árbitro(s): Pranjal Banerjee | Asistencia: 11 000 espectadores Árbitro(s): Pranjal Banerjee |

| 6 de noviembre de 2024 | Al-Khaldiya                          | 4:1     | Al-Quwa Al-Jawiya | Bahrain National Stadium, Riffa                          |                                                          |
| 19:00 UTC+03:00        | - Al-Aswad 4', 56', 90' - Ismail 52' | Reporte | - Abbas 79'       | Asistencia: 437 espectadores Árbitro(s): Ammar Ashkanani | Asistencia: 437 espectadores Árbitro(s): Ammar Ashkanani |

| 27 de noviembre de 2024 | Altyn Asyr | 0:2     | Al-Quwa Al-Jawiya              | Köpetdag Stadium, Asjabad                                |                                                          |
| 19:00 UTC+05:00         |            | Reporte | - Ataýew 7' (a.g.) - Ahmed 31' | Asistencia: 11 196 espectadores Árbitro(s): Ko Hyung-jin | Asistencia: 11 196 espectadores Árbitro(s): Ko Hyung-jin |

| 27 de noviembre de 2024 | Al Taawoun               | 2:1     | Al-Khaldiya    | King Abdullah Sport City Stadium, Dushanbe                   |                                                              |
| 21:00 UTC+03:00         | - Adam 31' - Mandash 55' | Reporte | - Al-Aswad 39' | Asistencia: 3 968 espectadores Árbitro(s): Sadullo Gulmurodi | Asistencia: 3 968 espectadores Árbitro(s): Sadullo Gulmurodi |

| 4 de diciembre de 2024 | Al-Khaldiya                                   | 4:0     | Altyn Asyr | Bahrain National Stadium, Riffa                           |                                                           |
| 17:00 UTC+03:00        | - Abduljabbar 10' - Bellatreche 47', 54', 89' | Reporte |            | Asistencia: 65 espectadores Árbitro(s): Razlan Joffri Ali | Asistencia: 65 espectadores Árbitro(s): Razlan Joffri Ali |

| 4 de diciembre de 2024 | Al-Quwa Al-Jawiya | 0:1     | Al Taawoun    | Al-Madina International Stadium, Bagdad                   |                                                           |
| 17:00 UTC+03:00        |                   | Reporte | - Girotto 48' | Asistencia: 750 espectadores Árbitro(s): Nasrullo Kabirov | Asistencia: 750 espectadores Árbitro(s): Nasrullo Kabirov |

#### Grupo C
| Pos. | Equipo    | Pts. | PJ | G | E | P | GF | GC | Dif. | Clasificación             |     | SHA | WEH | SEP | STI |
| ---- | --------- | ---- | -- | - | - | - | -- | -- | ---- | ------------------------- | --- | --- | --- | --- | --- |
| 1    | Sharjah   | 13   | 6  | 4 | 1 | 1 | 13 | 8  | +5   | Avanza a Octavos de final |     | —   | 2–2 | 3–1 | 3–1 |
| 2    | Al-Wehdat | 11   | 6  | 3 | 2 | 1 | 8  | 7  | +1   | Avanza a Octavos de final |     | 1–3 | —   | 2–1 | 1–0 |
| 3    | Sepahan   | 10   | 6  | 3 | 1 | 2 | 12 | 7  | +5   |                           |     | 3–1 | 1–1 | —   | 4–0 |
| 4    | Istiklol  | 0    | 6  | 0 | 0 | 6 | 1  | 12 | −11  |                           | 0–1 | 0–1 | 0–2 | —   |     |

 Fuente: AFC
| 17 de septiembre de 2024 | Al-Wehdat               | 2:1     | Sepahan    | Amman International Stadium, Amán                       |                                                         |
| 19:00 (UTC+03:00)        | - Gueye 22' - Sabra 55' | Reporte | Hanonov 9' | Asistencia: 5 005 espectadores Árbitro(s): Hanna Hattab | Asistencia: 5 005 espectadores Árbitro(s): Hanna Hattab |

| 17 de septiembre de 2024 | Istiklol | 0:1     | Sharjah   | Central Republican Stadium, Dushanbe                      |                                                           |
| 21:00 (UTC+05:00)        |          | Reporte | Firas 72' | Asistencia: 10 250 espectadores Árbitro(s): Ammar Ebrahim | Asistencia: 10 250 espectadores Árbitro(s): Ammar Ebrahim |

| 1 de octubre de 2024 | Sepahan                                       | 4:0     | Istiklol | Estadio Naghsh-e-Jahan, Isfahán                         |                                                         |
| 19:30 (UTC+03:30)    | - Kamara 40' - Aghaeipour 43', 46' - Dabo 76' | Reporte |          | Asistencia: 6 733 espectadores Árbitro(s): Ryo Tanimoto | Asistencia: 6 733 espectadores Árbitro(s): Ryo Tanimoto |

| 1 de octubre de 2024 | Sharjah                     | 2:2     | Al-Wehdat      | Estadio Sharjah, Sharjah                                   |                                                            |
| 20:00 (UTC+04:00)    | - Alcácer 9' - Nejašmić 66' | Reporte | Gueye 28', 62' | Asistencia: 1 874 espectadores Árbitro(s): Ammar Ashkanani | Asistencia: 1 874 espectadores Árbitro(s): Ammar Ashkanani |

| 22 de octubre de 2024 | Sharjah                                 | 3:1     | Sepahan      | Estadio Sharjah, Sharjah                                |                                                         |
| 18:00 UTC+04:00       | - Camara 26' - Luanzinho 70' - Caio 90' | Reporte | Limouchi 51' | Asistencia: 1 002 espectadores Árbitro(s): Kim Dae-yong | Asistencia: 1 002 espectadores Árbitro(s): Kim Dae-yong |

| 22 de octubre de 2024 | Istiklol | 0:1     | Al-Wehdat  | Central Republican Stadium, Dushanbe                            |                                                                 |
| 19:00 UTC+05:00       |          | Reporte | Faisal 51' | Asistencia: 6 745 espectadores Árbitro(s): Mohanad Qasim Sarray | Asistencia: 6 745 espectadores Árbitro(s): Mohanad Qasim Sarray |

| 5 de noviembre de 2024 | Al-Wehdat | 1:0     | Istiklol | Amman International Stadium, Amán                            |                                                              |
| 19:00 UTC+03:00        |           | Reporte |          | Asistencia: 1 124 espectadores Árbitro(s): Majed Al-Shamrani | Asistencia: 1 124 espectadores Árbitro(s): Majed Al-Shamrani |

| 5 de noviembre de 2024 | Sepahan | 3:1     | Sharjah | Estadio Naghsh-e-Jahan, Isfahán                      |                                                      |
| 21:00 UTC+03:00        |         | Reporte |         | Asistencia: 373 espectadores Árbitro(s): Shen Yinhao | Asistencia: 373 espectadores Árbitro(s): Shen Yinhao |

| 26 de noviembre de 2024 | Sharjah | 3:1     | Istiklol | Estadio Sharjah, Sharjah                              |                                                       |
| 18:00 UTC+04:00         |         | Reporte |          | Asistencia: 689 espectadores Árbitro(s): Kim Woo-sung | Asistencia: 689 espectadores Árbitro(s): Kim Woo-sung |

| 26 de noviembre de 2024 | Sepahan | 1:1     | Al-Wehdat | Estadio Naghsh-e-Jahan, Isfahán                             |                                                             |
| 19:30 UTC+03:30         |         | Reporte |           | Asistencia: 1 598 espectadores Árbitro(s): Rustam Lutfullin | Asistencia: 1 598 espectadores Árbitro(s): Rustam Lutfullin |

| 3 de diciembre de 2024 | Al-Wehdat | 1:3     | Sharjah | Amman International Stadium, Amán                                         |                                                                           |
| 17:00 UTC+03:00        |           | Reporte |         | Asistencia: 1 365 espectadores Árbitro(s): Alex King (árbitro)\|Alex King | Asistencia: 1 365 espectadores Árbitro(s): Alex King (árbitro)\|Alex King |

| 3 de diciembre de 2024 | Istiklol | 0:2     | Sepahan | Central Republican Stadium, Dushanbe                      |                                                           |
| 19:00 UTC+05:00        |          | Reporte |         | Asistencia: 6 750 espectadores Árbitro(s): Qasim Al-Hatmi | Asistencia: 6 750 espectadores Árbitro(s): Qasim Al-Hatmi |

#### Grupo D
| Pos. | Equipo           | Pts. | PJ | G | E | P | GF | GC | Dif. | Clasificación             |     | SHA | AHU | AKU | NAS |
| ---- | ---------------- | ---- | -- | - | - | - | -- | -- | ---- | ------------------------- | --- | --- | --- | --- | --- |
| 1    | Shabab Al-Ahli   | 13   | 6  | 4 | 1 | 1 | 17 | 11 | +6   | Avanza a Octavos de final |     | —   | 3–1 | 4–1 | 3–2 |
| 2    | Al-Hussein Irbid | 10   | 6  | 3 | 1 | 2 | 11 | 11 | 0    | Avanza a Octavos de final |     | 2–3 | —   | 2–1 | 2–1 |
| 3    | Al-Kuwait        | 6    | 6  | 1 | 3 | 2 | 9  | 12 | −3   |                           |     | 3–3 | 2–2 | —   | 0–0 |
| 4    | Nasaf            | 4    | 6  | 1 | 1 | 4 | 7  | 10 | −3   |                           | 2–1 | 1–2 | 1–2 | —   |     |

 Fuente: AFC
| 18 de septiembre de 2024 | Shabab Al Ahli                              | 3:1     | Al-Hussein Irbid | Rashid Stadium, Dubái                                  |                                                        |
| 20:00 (UTC+04:00)        | - Ezatolahi 20' - Azmoun 45' - Mateusão 87' | Reporte | Nasib 90+5'      | Asistencia: 2 240 espectadores Árbitro(s): Shen Yinhao | Asistencia: 2 240 espectadores Árbitro(s): Shen Yinhao |

| 18 de septiembre de 2024 | Al-Kuwait | 0:0     | Nasaf | Jaber Al-Ahmad International Stadium, Kuwait City          |                                                            |
| 19:00 (UTC+03:00)        |           | Reporte |       | Asistencia: 950 espectadores Árbitro(s): Majed Al-Shamrani | Asistencia: 950 espectadores Árbitro(s): Majed Al-Shamrani |

| 2 de octubre de 2024 | Nasaf              | 2:1     | Shabab Al Ahli | Markaziy Stadium, Qarshi                                 |                                                          |
| 19:00 (UTC+05:00)    | Marušić 83', 90+2' | Reporte | Mateusão 19'   | Asistencia: 9 537 espectadores Árbitro(s): Payam Heidari | Asistencia: 9 537 espectadores Árbitro(s): Payam Heidari |

| 2 de octubre de 2024 | Al-Hussein Irbid          | 2:1     | Al-Kuwait  | Amman International Stadium, Amán                        |                                                          |
| 19:00 (UTC+03:00)    | - Ndiaye 32' - Al-Haj 74' | Reporte | Marhoon 6' | Asistencia: 2 255 espectadores Árbitro(s): Ammar Ebrahim | Asistencia: 2 255 espectadores Árbitro(s): Ammar Ebrahim |

| 23 de octubre de 2024 | Shabab Al Ahli                                                 | 4:1     | Al-Kuwait  | Rashid Stadium, Dubái                                        |                                                              |
| 20:00 UTC+04:00       | - Dabbur 9' - Mateusão 45+3' (pen.) - Abdalla 61' - Khamis 65' | Reporte | Nasser 85' | Asistencia: 1 193 espectadores Árbitro(s): Shukri Al-Hanfosh | Asistencia: 1 193 espectadores Árbitro(s): Shukri Al-Hanfosh |

| 23 de octubre de 2024 | Al-Hussein Irbid  | 2:1     | Nasaf          | Amman International Stadium, Amán                           |                                                             |
| 19:00 UTC+03:00       | Al-Haj 87', 90+1' | Reporte | da Silva 90+5' | Asistencia: 1 683 espectadores Árbitro(s): Pranjal Banerjee | Asistencia: 1 683 espectadores Árbitro(s): Pranjal Banerjee |

| 6 de noviembre de 2024 | Nasaf | 1:2     | Al-Hussein Irbid | Markaziy Stadium, Qarshi                                |                                                         |
| 19:00 UTC+05:00        |       | Reporte |                  | Asistencia: 6 785 espectadores Árbitro(s): Hanna Hattab | Asistencia: 6 785 espectadores Árbitro(s): Hanna Hattab |

| 6 de noviembre de 2024 | Al-Kuwait | 3:3     | Shabab Al Ahli | Jaber Al-Ahmad International Stadium, Kuwait City         |                                                           |
| 19:00 UTC+03:00        |           | Reporte |                | Asistencia: 437 espectadores Árbitro(s): Abdulla Al-Marri | Asistencia: 437 espectadores Árbitro(s): Abdulla Al-Marri |

| 27 de noviembre de 2024 | Nasaf | 1:2     | Al-Kuwait | Markaziy Stadium, Qarshi                                     |                                                              |
| 19:00 UTC+05:00         |       | Reporte |           | Asistencia: 5 433 espectadores Árbitro(s): Majed Al-Shamrani | Asistencia: 5 433 espectadores Árbitro(s): Majed Al-Shamrani |

| 27 de noviembre de 2024 | Al-Hussein Irbid | 2:3     | Shabab Al Ahli |                                                             |                                                             |
| 19:00 UTC+03:00         |                  | Reporte |                | Asistencia: 2 214 espectadores Árbitro(s): Nasrullo Kabirov | Asistencia: 2 214 espectadores Árbitro(s): Nasrullo Kabirov |

| 4 de diciembre de 2024 | Shabab Al Ahli | 3:2     | Nasaf | Rashid Stadium, Dubái                                      |                                                            |
| 20:00 UTC+04:00        |                | Reporte |       | Asistencia: 936 espectadores Árbitro(s): Mooud Bonyadifard | Asistencia: 936 espectadores Árbitro(s): Mooud Bonyadifard |

| 4 de diciembre de 2024 | Al-Kuwait | 2:2     | Al-Hussein Irbid | Jaber Al-Ahmad International Stadium, Kuwait City    |                                                      |
| 19:00 UTC+03:00        |           | Reporte |                  | Asistencia: 300 espectadores Árbitro(s): Shen Yinhao | Asistencia: 300 espectadores Árbitro(s): Shen Yinhao |

### Región Este

#### Grupo E
| Pos. | Equipo              | Pts. | PJ | G | E | P | GF | GC | Dif. | Clasificación             |     | SFH | SYD | KAY | EAS |
| ---- | ------------------- | ---- | -- | - | - | - | -- | -- | ---- | ------------------------- | --- | --- | --- | --- | --- |
| 1    | Sanfrecce Hiroshima | 16   | 6  | 5 | 1 | 0 | 14 | 5  | +9   | Avanza a Octavos de final |     | —   | 2–1 | 3–0 |     |
| 2    | Sydney FC           | 12   | 6  | 4 | 0 | 2 | 17 | 6  | +11  | Avanza a Octavos de final |     | 0–1 | —   |     | 5–0 |
| 3    | Kaya–Iloilo         | 4    | 6  | 1 | 1 | 4 | 6  | 14 | −8   |                           |     | 1–1 | 1–4 | —   | 1–2 |
| 4    | Eastern             | 3    | 6  | 1 | 0 | 5 | 7  | 19 | −12  |                           | 2–3 | 1–4 | 1–2 | —   |     |

 Fuente: AFC
| 19 de septiembre de 2024 | Sanfrecce Hiroshima                            | 3:0     | Kaya–Iloilo | Edion Peace Wing Hiroshima, Hiroshima                        |                                                              |
| 19:00 (UTC+09:00)        | - D. Vieira 37' - Paciência 54' - O. Iyoha 64' | Reporte |             | Asistencia: 6 806 espectadores Árbitro(s): Razlan Joffri Ali | Asistencia: 6 806 espectadores Árbitro(s): Razlan Joffri Ali |

| 19 de septiembre de 2024 | Sydney FC                                                                       | 5:0     | Eastern | Jubilee Oval, Sídney                                       |                                                            |
| 20:00 (UTC+10:00)        | - Ouahim 32', 55' - Grant 44' - Almazan 64' (a.g.) - Leung Chun Pong 71' (a.g.) | Reporte |         | Asistencia: 4 021 espectadores Árbitro(s): Thoriq Alkatiri | Asistencia: 4 021 espectadores Árbitro(s): Thoriq Alkatiri |

| 3 de octubre de 2024 | Kaya–Iloilo  | 1:4     | Sydney FC                                          | Estadio Conmemorativo Rizal, Manila                    |                                                        |
| 18:00 UTC+08:00      | Horikoshi 3' | Reporte | - Lolley 26' - Klimala 59', 63' - Amanatidis 90+5' | Asistencia: 372 espectadores Árbitro(s): Hassan Akrami | Asistencia: 372 espectadores Árbitro(s): Hassan Akrami |

| 3 de octubre de 2024 | Eastern                   | 2:3     | Sanfrecce Hiroshima                          | Estadio Mong Kok, Hong Kong                               |                                                           |
| 20:00 UTC+08:00      | - Almazan 7' - Baffoe 46' | Reporte | - Matsumoto 40' - Nakajima 41' - Araki 90+5' | Asistencia: 4 365 espectadores Árbitro(s): Wiwat Jumpaoon | Asistencia: 4 365 espectadores Árbitro(s): Wiwat Jumpaoon |

| 23 de octubre de 2024 | Sanfrecce Hiroshima          | 2:1     | Sydney FC   | Edion Peace Wing Hiroshima, Hiroshima                      |                                                            |
| 19:00 UTC+09:00       | - Higashi 20' - Sotiriou 55' | Reporte | Segecic 90' | Asistencia: 12 209 espectadores Árbitro(s): Yahya Al-Mulla | Asistencia: 12 209 espectadores Árbitro(s): Yahya Al-Mulla |

| 25 de octubre de 2024 | Kaya–Iloilo           | 1:2     | Eastern                   | Rizal Memorial Stadium, Manila                                |                                                               |
| 12:00 UTC+08:00       | Yamazaki 45+2' (pen.) | Reporte | - Gondra 28' - Baffoe 78' | Asistencia: 138 espectadores Árbitro(s): Zaid Thamer Mohammed | Asistencia: 138 espectadores Árbitro(s): Zaid Thamer Mohammed |

| 7 de noviembre de 2024 | Sydney FC | 0:1     | Sanfrecce Hiroshima | Jubilee Oval, Sídney |                  |
| 19:00 UTC+11:00        |           | Reporte |                     | Árbitro(s): [[]]     | Árbitro(s): [[]] |

| 7 de noviembre de 2024 | Eastern | 1:2     | Kaya–Iloilo | Mong Kok Stadium, Hong Kong |                  |
| 20:00 UTC+08:00        |         | Reporte |             | Árbitro(s): [[]]            | Árbitro(s): [[]] |

| 28 de noviembre de 2024 | Eastern | 1:4     | Hong Kong | Mong Kok Stadium, Qarshi |                  |
| 18:00 UTC+08:00         |         | Reporte |           | Árbitro(s): [[]]         | Árbitro(s): [[]] |

| 28 de noviembre de 2024 | Kaya–Iloilo | 1:1     | Sanfrecce Hiroshima | Rizal Memorial Stadium, Manila |                  |
| 18:00 UTC+08:00         |             | Reporte |                     | Árbitro(s): [[]]               | Árbitro(s): [[]] |

| 5 de diciembre de 2024 | Sanfrecce Hiroshima | 4:1     | Eastern | Edion Peace Wing Hiroshima, Hiroshima |                  |
| 17:00 UTC+09:00        |                     | Reporte |         | Árbitro(s): [[]]                      | Árbitro(s): [[]] |

| 5 de diciembre de 2024 | Sydney FC | 3:1     | Kaya–Iloilo | Jubilee Oval, Sídney |                  |
| 19:00 UTC+11:00        |           | Reporte |             | Árbitro(s): [[]]     | Árbitro(s): [[]] |

#### Grupo F
| Pos. | Equipo            | Pts. | PJ | G | E | P | GF | GC | Dif. | Clasificación             |  | LIO | PRT | ZHE | PER |
| ---- | ----------------- | ---- | -- | - | - | - | -- | -- | ---- | ------------------------- |  | --- | --- | --- | --- |
| 1    | Lion City Sailors | 10   | 6  | 3 | 1 | 2 | 15 | 11 | +4   | Avanza a Octavos de final |  | —   | 5–2 | 2–0 | 2–3 |
| 2    | Port              | 10   | 6  | 3 | 1 | 2 | 9  | 11 | −2   | Avanza a Octavos de final |  | 1–3 | —   | 1–0 | 2–2 |
| 3    | Zhejiang          | 9    | 6  | 3 | 0 | 3 | 10 | 10 | 0    |                           |  | 4–2 | 1–2 | —   | 1–0 |
| 4    | Persib            | 5    | 6  | 1 | 2 | 3 | 9  | 11 | −2   |                           |  | 1–1 | 0–1 | 3–4 | —   |

 Fuente: AFC
| 19 de septiembre de 2024 | Persib Bandung | 0:1     | Port | Si Jalak Harupat Stadium , Bandung |                  |
| 19:00 (UTC+07:00)        |                | Reporte |      | Árbitro(s): [[]]                   | Árbitro(s): [[]] |

| 19 de septiembre de 2024 | Lion City Sailors | 2:0     | Zhejiang | Jalan Besar Stadium, Kallang |                  |
| 20:00 (UTC+08:00)        |                   | Reporte |          | Árbitro(s): [[]]             | Árbitro(s): [[]] |

| 3 de octubre de 2024 | Zhejiang | 1:0     | Persib Bandung | Huanglong Sports Center, Hangzhou |                  |
| 20:00 UTC+08:00      |          | Reporte |                | Árbitro(s): [[]]                  | Árbitro(s): [[]] |

| 24 de octubre de 2024 | Port | 1:0     | Zhejiang | Pathum Thani Stadium , Pathum Thani |                  |
| 19:00 UTC+07:00       |      | Reporte |          | Árbitro(s): [[]]                    | Árbitro(s): [[]] |

| 24 de octubre de 2024 | Persib Bandung | 1:1     | Lion City Sailors | Si Jalak Harupat Stadium , Bandung |                  |
| 19:00 UTC+07:00       |                | Reporte |                   | Árbitro(s): [[]]                   | Árbitro(s): [[]] |

| 30 de octubre de 2024 | Port | 1:3     | Lion City Sailors | Pathum Thani Stadium , Pathum Thani |                  |
| 20:00 UTC+07:00       |      | Reporte |                   | Árbitro(s): [[]]                    | Árbitro(s): [[]] |

| 7 de noviembre de 2024 | Lion City Sailors | 2:3     | Persib Bandung | Jalan Besar Stadium, Kallang |                  |
| 20:00 UTC+08:00        |                   | Reporte |                | Árbitro(s): [[]]             | Árbitro(s): [[]] |

| 7 de noviembre de 2024 | Zhejiang | 1:2     | Port | Huanglong Sports Center, Hangzhou |                  |
| 20:00 UTC+08:00        |          | Reporte |      | Árbitro(s): [[]]                  | Árbitro(s): [[]] |

| 28 de noviembre de 2024 | Zhejiang | 4:2     | Lion City Sailors | Huanglong Sports Center, Hangzhou |                  |
| 20:00 UTC+08:00         |          | Reporte |                   | Árbitro(s): [[]]                  | Árbitro(s): [[]] |

| 28 de noviembre de 2024 | Port | 2:2     | Persib Bandung | Pathum Thani Stadium , Pathum Thani |                  |
|                         |      | Reporte |                | Árbitro(s): [[]]                    | Árbitro(s): [[]] |

| 5 de diciembre de 2024 | Persib Bandung | 3:4     | Zhejiang | Si Jalak Harupat Stadium , Bandung |                  |
| 19:00 UTC+07:00        |                | Reporte |          | Árbitro(s): [[]]                   | Árbitro(s): [[]] |

| 5 de diciembre de 2024 | Lion City Sailors | 5:2     | Port | Jalan Besar Stadium, Kallang |                  |
| 20:00 UTC+08:00        |                   | Reporte |      | Árbitro(s): [[]]             | Árbitro(s): [[]] |

#### Grupo G
| Pos. | Equipo             | Pts. | PJ | G | E | P | GF | GC | Dif. | Clasificación             |  | BGU | TXN | TPR | LMN |
| ---- | ------------------ | ---- | -- | - | - | - | -- | -- | ---- | ------------------------- |  | --- | --- | --- | --- |
| 1    | Bangkok United     | 13   | 6  | 4 | 1 | 1 | 12 | 6  | +6   | Avanza a Octavos de final |  | —   | 3–2 | 4–2 | 4–1 |
| 2    | Thep Xanh Nam Định | 11   | 6  | 3 | 2 | 1 | 13 | 8  | +5   | Avanza a Octavos de final |  | 0–0 | —   | 3–2 | 3–0 |
| 3    | Tampines Rovers    | 8    | 6  | 2 | 2 | 2 | 11 | 11 | 0    |                           |  | 1–0 | 3–3 | —   | 3–1 |
| 4    | Lee Man            | 1    | 6  | 0 | 1 | 5 | 2  | 13 | −11  |                           |  | 0–1 | 0–2 | 0–0 | —   |

 Fuente: AFC
| 18 de septiembre de 2024 | Lee Man | 0:2     | Thep Xanh Nam Định | Mong Kok Stadium, Hong Kong |                  |
| 20:00 (UTC+08:00)        |         | Reporte |                    | Árbitro(s): [[]]            | Árbitro(s): [[]] |

| 18 de septiembre de 2024 | Bangkok United | 4:2     | Tampines Rovers | Thammasat Stadium, Rangsit |                  |
| 19:00 (UTC+07:00)        |                | Reporte |                 | Árbitro(s): [[]]           | Árbitro(s): [[]] |

| 2 de octubre de 2024 | Thep Xanh Nam Định | 0:0     | Bangkok United | Thiên Trường Stadium, Nam Định |                  |
| 19:00 UTC+07:00      |                    | Reporte |                | Árbitro(s): [[]]               | Árbitro(s): [[]] |

| 2 de octubre de 2024 | Tampines Rovers | 3:1     | Lee Man | Jalan Besar Stadium, Kallang |                  |
| 20:00 UTC+08:00      |                 | Reporte |         | Árbitro(s): [[]]             | Árbitro(s): [[]] |

| 24 de octubre de 2024 | Lee Man | 0:1     | Bangkok United | Mong Kok Stadium, Hong Kong |                  |
| 18:00 UTC+08:00       |         | Reporte |                | Árbitro(s): [[]]            | Árbitro(s): [[]] |

| 24 de octubre de 2024 | Tampines Rovers | 3:3     | Thep Xanh Nam Định | Jalan Besar Stadium, Kallang |                  |
| 20:00 UTC+08:00       |                 | Reporte |                    | Árbitro(s): [[]]             | Árbitro(s): [[]] |

| 6 de noviembre de 2024 | Thep Xanh Nam Định | 3:2     | Tampines Rovers | Thiên Trường Stadium, Nam Định |                  |
| 19:00 UTC+07:00        |                    | Reporte |                 | Árbitro(s): [[]]               | Árbitro(s): [[]] |

| 6 de noviembre de 2024 | Bangkok United | 4:1     | Lee Man | Thammasat Stadium, Rangsit |                  |
| 19:00 UTC+07:00        |                | Reporte |         | Árbitro(s): [[]]           | Árbitro(s): [[]] |

| 27 de noviembre de 2024 | Thep Xanh Nam Định | 3:0     | Lee Man | Thiên Trường Stadium, Nam Định |                  |
| 19:00 UTC+07:00         |                    | Reporte |         | Árbitro(s): [[]]               | Árbitro(s): [[]] |

| 27 de noviembre de 2024 | Tampines Rovers | 1:0     | Bangkok United | Jalan Besar Stadium, Kallang |                  |
| 20:00 UTC+08:00         |                 | Reporte |                | Árbitro(s): [[]]             | Árbitro(s): [[]] |

| 4 de diciembre de 2024 | Lee Man | 0:0     | Tampines Rovers | Mong Kok Stadium, Hong Kong |                  |
| 20:00 UTC+08:00        |         | Reporte |                 | Árbitro(s): [[]]            | Árbitro(s): [[]] |

| 4 de diciembre de 2024 | Bangkok United | 3:2     | Thep Xanh Nam Định | Thammasat Stadium, Rangsit |                  |
| 19:00 UTC+07:00        |                | Reporte |                    | Árbitro(s): [[]]           | Árbitro(s): [[]] |

#### Grupo H
| Pos. | Equipo                 | Pts. | PJ | G | E | P | GF | GC | Dif. | Clasificación             |  | JHM | MGU | SEL | DHC |
| ---- | ---------------------- | ---- | -- | - | - | - | -- | -- | ---- | ------------------------- |  | --- | --- | --- | --- |
| 1    | Jeonbuk Hyundai Motors | 12   | 6  | 4 | 0 | 2 | 16 | 4  | +12  | Avanza a Octavos de final |  | —   | 4–1 | 1–0 | 4–0 |
| 2    | Muangthong United      | 11   | 6  | 3 | 2 | 1 | 16 | 10 | +6   | Avanza a Octavos de final |  | 1–0 | —   | 1–1 | 2–2 |
| 3    | Selangor               | 10   | 6  | 3 | 1 | 2 | 9  | 5  | +4   |                           |  | 2–1 | 1–2 | —   | 2–0 |
| 4    | DH Cebu                | 1    | 6  | 0 | 1 | 5 | 4  | 26 | −22  |                           |  | 0–6 | 2–9 | 0–4 | —   |

 Fuente: AFC
| 19 de septiembre de 2024 | Muangthong United | 1:1     | Selangor | Rajamangala Stadium, Bangkok |                  |
| 17:00 UTC+09:00          |                   | Reporte |          | Árbitro(s): [[]]             | Árbitro(s): [[]] |

| 19 de septiembre de 2024 | DH Cebu | 0:6     | Jeonbuk Hyundai Motors | Rizal Memorial Stadium, Manila |                  |
| 20:00 UTC+08:00          |         | Reporte |                        | Árbitro(s): [[]]               | Árbitro(s): [[]] |

| 3 de octubre de 2024 | Jeonbuk Hyundai Motors | 4:1     | Muangthong United | Jeonju World Cup Stadium, Jeonju |                  |
| 17:00 UTC+09:00      |                        | Reporte |                   | Árbitro(s): [[]]                 | Árbitro(s): [[]] |

| 3 de octubre de 2024 | Selangor | 1:0     | DH Cebu | MBPJ Stadium, Petaling Jaya |                  |
| 20:00 UTC+08:00      |          | Reporte |         | Árbitro(s): [[]]            | Árbitro(s): [[]] |

| 23 de octubre de 2024 | Selangor | 2:1     | Jeonbuk Hyundai Motors | MBPJ Stadium, Petaling Jaya |                  |
| 20:00 UTC+08:00       |          | Reporte |                        | Árbitro(s): [[]]            | Árbitro(s): [[]] |

| 23 de octubre de 2024 | Muangthong United | 2:2     | DH Cebu | Rajamangala Stadium, Bangkok |                  |
| 19:00 UTC+07:00       |                   | Reporte |         | Árbitro(s): [[]]             | Árbitro(s): [[]] |

| 7 de noviembre de 2024 | DH Cebu | 2:9     | Muangthong United | Rizal Memorial Stadium, Manila |                  |
| 20:00 UTC+08:00        |         | Reporte |                   | Árbitro(s): [[]]               | Árbitro(s): [[]] |

| 7 de noviembre de 2024 | Jeonbuk Hyundai Motors | 1:0     | Selangor | Jeonju World Cup Stadium, Jeonju |                  |
| 19:00 UTC+09:00        |                        | Reporte |          | Árbitro(s): [[]]                 | Árbitro(s): [[]] |

| 28 de noviembre de 2024 | Jeonbuk Hyundai Motors | 4:0     | Hong Kong | Jeonju World Cup Stadium, Jeonju |                  |
| 19:00 UTC+09:00         |                        | Reporte |           | Árbitro(s): [[]]                 | Árbitro(s): [[]] |

| 28 de noviembre de 2024 | Selangor | 1:2     | Muangthong United | MBPJ Stadium, Petaling Jaya |                          |
| 20:00 UTC+08:00         |          | Reporte |                   | Árbitro(s): Ahmad Yaacob    | Árbitro(s): Ahmad Yaacob |

| 5 de diciembre de 2024 | DH Cebu | 0:4     | Selangor                                           | Rizal Memorial Stadium, Manila    |                                   |
| 20:00 UTC+08:00        |         | Reporte | - 44' Orozco - 48' Orozco - 57' Laine - 79' Fortes | Árbitro(s): Sultan Mohamed Yousif | Árbitro(s): Sultan Mohamed Yousif |

| 5 de diciembre de 2024 | Muangthong United | 1:0     | Jeonbuk Hyundai Motors | Rajamangala Stadium, Bangkok |                        |
| 17:00 UTC+09:00        | - Thodsanit 45+1' | Reporte |                        | Árbitro(s): Jansen Foo       | Árbitro(s): Jansen Foo |

## Fase eliminatoria
En la fase eliminatoria, los 16 equipos jugarán un torneo de eliminación directa. Cada eliminatoria se jugará a doble partido, con la excepción de la final, que se jugará a partido único. En caso necesario, se utilizarán tiempos extra y tandas de penaltis para decidir los ganadores (artículo 10 del Reglamento). El orden de los partidos (local/visitante) se determinará en el sorteo, con excepción de la final. La final se determinó de antemano por rotación, y el partido lo disputará el equipo de la Región Este. El sorteo de la fase eliminatoria se celebró el 12 de diciembre de 2024.
|  | Octavos de final | Octavos de final       | Octavos de final | Octavos de final  | Octavos de final |   |       | Cuartos de final       | Cuartos de final | Cuartos de final | Cuartos de final | Cuartos de final |  |                   | Semifinales       | Semifinales | Semifinales | Semifinales | Semifinales |  |                   | Final             | Final | Final |  |
|  |                  |                        |                  |                   |                  |   |       |                        |                  |                  |                  |                  |  |                   |                   |             |             |             |             |  |                   |                   |       |       |  |
|  |                  |                        |                  |                   |                  |   |       |                        |                  |                  |                  |                  |  |                   |                   |             |             |             |             |  |                   |                   |       |       |  |
|  | 2G               | Nam Định               | 0                | 0                 | 0                |   |       |                        |                  |                  |                  |                  |  |                   |                   |             |             |             |             |  |                   |                   |       |       |  |
|  | 2G               | Nam Định               | 0                | 0                 | 0                |   |       |                        |                  |                  |                  |                  |  |                   |                   |             |             |             |             |  |                   |                   |       |       |  |
|  | 1E               | Sanfrecce Hiroshima    | 3                | 4                 | 7                |   |       |                        |                  |                  |                  |                  |  |                   |                   |             |             |             |             |  |                   |                   |       |       |  |
|  | 1E               | Sanfrecce Hiroshima    | 3                | 4                 | 7                |   | 1E    | Sanfrecce Hiroshima    | 0                | 1                | 1                |                  |  |                   |                   |             |             |             |             |  |                   |                   |       |       |  |
|  |                  |                        |                  |                   |                  |   | 1E    | Sanfrecce Hiroshima    | 0                | 1                | 1                |                  |  |                   |                   |             |             |             |             |  |                   |                   |       |       |  |
|  |                  |                        | 1F               | Lion City Sailors | 3                | 1 | 4     |                        |                  |                  |                  |                  |  |                   |                   |             |             |             |             |  |                   |                   |       |       |  |
|  | 2H               | Muangthong United      | 1F               | Lion City Sailors | 3                | 1 | 4     | 2                      | 0                | 2                |                  |                  |  |                   |                   |             |             |             |             |  |                   |                   |       |       |  |
|  | 2H               | Muangthong United      |                  |                   |                  |   |       |                        |                  | 2                |                  |                  |  |                   |                   |             |             |             |             |  |                   |                   |       |       |  |
|  | 1F               | Lion City Sailors      | 3                | 4                 | 7                |   |       |                        |                  |                  |                  |                  |  |                   |                   |             |             |             |             |  |                   |                   |       |       |  |
|  | 1F               | Lion City Sailors      | 3                | 4                 | 7                |   |       |                        |                  |                  |                  |                  |  | Lion City Sailors | Lion City Sailors | 2           | 0           | 2           |             |  |                   |                   |       |       |  |
|  |                  |                        |                  |                   |                  |   |       |                        |                  |                  |                  |                  |  | Lion City Sailors | Lion City Sailors | 2           | 0           | 2           |             |  |                   |                   |       |       |  |
|  |                  |                        | Sydney FC        | Sydney FC         | 0                | 1 | 1     |                        |                  |                  |                  |                  |  |                   |                   |             |             |             |             |  |                   |                   |       |       |  |
|  | 2F               | Port                   | Sydney FC        | Sydney FC         | 0                | 1 | 1     | 0                      | 0                | 0                |                  |                  |  |                   |                   |             |             |             |             |  |                   |                   |       |       |  |
|  | 2F               | Port                   |                  |                   |                  |   |       |                        |                  | 0                |                  |                  |  |                   |                   |             |             |             |             |  |                   |                   |       |       |  |
|  | 1H               | Jeonbuk Hyundai Motors | 4                | 1                 | 5                |   |       |                        |                  |                  |                  |                  |  |                   |                   |             |             |             |             |  |                   |                   |       |       |  |
|  | 1H               | Jeonbuk Hyundai Motors | 4                | 1                 | 5                |   | 1H    | Jeonbuk Hyundai Motors | 0                | 2                | 2                |                  |  |                   |                   |             |             |             |             |  |                   |                   |       |       |  |
|  |                  |                        |                  |                   |                  |   | 1H    | Jeonbuk Hyundai Motors | 0                | 2                | 2                |                  |  |                   |                   |             |             |             |             |  |                   |                   |       |       |  |
|  |                  |                        | 2E               | Sydney FC         | 2                | 3 | 5     |                        |                  |                  |                  |                  |  |                   |                   |             |             |             |             |  |                   |                   |       |       |  |
|  | 2E               | Sydney FC              | 2E               | Sydney FC         | 2                | 3 | 5     | 2                      | 3                | 5                |                  |                  |  |                   |                   |             |             |             |             |  |                   |                   |       |       |  |
|  | 2E               | Sydney FC              |                  |                   |                  |   |       |                        |                  | 5                |                  |                  |  |                   |                   |             |             |             |             |  |                   |                   |       |       |  |
|  | 1G               | Bangkok United         | 2                | 2                 | 4                |   |       |                        |                  |                  |                  |                  |  |                   |                   |             |             |             |             |  |                   |                   |       |       |  |
|  | 1G               | Bangkok United         | 2                | 2                 | 4                |   |       |                        |                  |                  |                  |                  |  |                   |                   |             |             |             |             |  | Lion City Sailors | Lion City Sailors | 1     |       |  |
|  |                  |                        |                  |                   |                  |   |       |                        |                  |                  |                  |                  |  |                   |                   |             |             |             |             |  | Lion City Sailors | Lion City Sailors | 1     |       |  |
|  |                  |                        | Sharjah          | Sharjah           | 2                |   |       |                        |                  |                  |                  |                  |  |                   |                   |             |             |             |             |  |                   |                   |       |       |  |
|  | 2B               | Al-Khaldiya            | Sharjah          | Sharjah           | 2                | 1 | 3     | 4                      |                  |                  |                  |                  |  |                   |                   |             |             |             |             |  |                   |                   |       |       |  |
|  | 2B               | Al-Khaldiya            |                  |                   |                  |   |       |                        |                  |                  |                  |                  |  |                   |                   |             |             |             |             |  |                   |                   |       |       |  |
|  | 1A               | Tractor                | 2                | 3                 | 5                |   |       |                        |                  |                  |                  |                  |  |                   |                   |             |             |             |             |  |                   |                   |       |       |  |
|  | 1A               | Tractor                | 2                | 3                 | 5                |   | 1A    | Tractor                | 0                | 2                | 2 (2)            |                  |  |                   |                   |             |             |             |             |  |                   |                   |       |       |  |
|  |                  |                        |                  |                   |                  |   | 1A    | Tractor                | 0                | 2                | 2 (2)            |                  |  |                   |                   |             |             |             |             |  |                   |                   |       |       |  |
|  |                  |                        | 1B               | Al Taawoun        | 0                | 2 | 2 (4) |                        |                  |                  |                  |                  |  |                   |                   |             |             |             |             |  |                   |                   |       |       |  |
|  | 2A               | Al-Wakrah              | 1B               | Al Taawoun        | 0                | 2 | 2 (4) | 2                      | 2                | 4 (3)            |                  |                  |  |                   |                   |             |             |             |             |  |                   |                   |       |       |  |
|  | 2A               | Al-Wakrah              |                  |                   |                  |   |       |                        |                  | 4 (3)            |                  |                  |  |                   |                   |             |             |             |             |  |                   |                   |       |       |  |
|  | 1B               | Al Taawoun             | 2                | 2                 | 4 (4)            |   |       |                        |                  |                  |                  |                  |  |                   |                   |             |             |             |             |  |                   |                   |       |       |  |
|  | 1B               | Al Taawoun             | 2                | 2                 | 4 (4)            |   |       |                        |                  |                  |                  |                  |  | Al Taawoun        | Al Taawoun        | 1           | 0           | 1           |             |  |                   |                   |       |       |  |
|  |                  |                        |                  |                   |                  |   |       |                        |                  |                  |                  |                  |  | Al Taawoun        | Al Taawoun        | 1           | 0           | 1           |             |  |                   |                   |       |       |  |
|  |                  |                        | Sharjah          | Sharjah           | 0                | 2 | 2     |                        |                  |                  |                  |                  |  |                   |                   |             |             |             |             |  |                   |                   |       |       |  |
|  | 2C               | Al-Wehdat              | Sharjah          | Sharjah           | 0                | 2 | 2     | 0                      | 3                | 3                |                  |                  |  |                   |                   |             |             |             |             |  |                   |                   |       |       |  |
|  | 2C               | Al-Wehdat              |                  |                   |                  |   |       |                        |                  | 3                |                  |                  |  |                   |                   |             |             |             |             |  |                   |                   |       |       |  |
|  | 1D               | Shabab Al Ahli         | 2                | 4                 | 6                |   |       |                        |                  |                  |                  |                  |  |                   |                   |             |             |             |             |  |                   |                   |       |       |  |
|  | 1D               | Shabab Al Ahli         | 2                | 4                 | 6                |   | 1D    | Shabab Al Ahli         | 1                | 1                | 2 (4)            |                  |  |                   |                   |             |             |             |             |  |                   |                   |       |       |  |
|  |                  |                        |                  |                   |                  |   | 1D    | Shabab Al Ahli         | 1                | 1                | 2 (4)            |                  |  |                   |                   |             |             |             |             |  |                   |                   |       |       |  |
|  |                  |                        | 1C               | Sharjah           | 1                | 1 | 2 (5) |                        |                  |                  |                  |                  |  |                   |                   |             |             |             |             |  |                   |                   |       |       |  |
|  | 2D               | Al-Hussein             | 1C               | Sharjah           | 1                | 1 | 2 (5) | 0                      | 1                | 1 (0)            |                  |                  |  |                   |                   |             |             |             |             |  |                   |                   |       |       |  |
|  | 2D               | Al-Hussein             |                  |                   |                  |   |       |                        |                  | 1 (0)            |                  |                  |  |                   |                   |             |             |             |             |  |                   |                   |       |       |  |
|  | 1C               | Sharjah                | 1                | 0                 | 1 (3)            |   |       |                        |                  |                  |                  |                  |  |                   |                   |             |             |             |             |  |                   |                   |       |       |  |
|  | 1C               | Sharjah                | 1                | 0                 | 1 (3)            |   |       |                        |                  |                  |                  |                  |  |                   |                   |             |             |             |             |  |                   |                   |       |       |  |
|  |                  |                        |                  |                   |                  |   |       |                        |                  |                  |                  |                  |  |                   |                   |             |             |             |             |  |                   |                   |       |       |  |

## Octavos de final
| Equipo 1    | Agr.           | Equipo 2       | Ida | Vuelta      |
| ----------- | -------------- | -------------- | --- | ----------- |
| Al-Khaldiya | 4-5            | Tractor        | 1-2 | 3-3         |
| Al-Wakrah   | 4-4 (3-4) (p.) | Al Taawoun     | 2-2 | 2-2 (t. s.) |
| Al-Wehdat   | 3-6            | Shabab Al Ahli | 0-2 | 3-4         |
| Al-Hussein  | 1-1 (0-3) (p.) | Sharjah        | 0-1 | 1-0 (t. s.) |

| Equipo 1          | Agr. | Equipo 2               | Ida | Vuelta      |
| ----------------- | ---- | ---------------------- | --- | ----------- |
| Nam Định          | 0-7  | Sanfrecce Hiroshima    | 0-3 | 0-4         |
| Muangthong United | 2-7  | Lion City Sailors      | 2-3 | 0-4         |
| Port              | 0-5  | Jeonbuk Hyundai Motors | 0-4 | 0-1         |
| Sydney FC         | 5-4  | Bangkok United         | 2-2 | 3-2 (t. s.) |

#### Región Oeste
| 11 de febrero de 2025 | Al-Hussein | 0:1     | Sharjah    | Estadio Internacional de Amán, Amán                     |                                                         |
| 19:00 UTC+03:00       |            | Reporte | - Caio 42' | Asistencia: 2 911 espectadores Árbitro(s): Ryo Tanimoto | Asistencia: 2 911 espectadores Árbitro(s): Ryo Tanimoto |

| 18 de febrero de 2025 | Sharjah                          | 0:1 (t. s.)(3:0 p.)        | Al-Hussein                       | Estadio Sharjah, Sharjah                                          |                                                                   |
| 18:00 UTC+04:00       |                                  | Reporte                    |                                  | Asistencia: 1 186 espectadores Árbitro(s): Khalid Saleh Al-Turais | Asistencia: 1 186 espectadores Árbitro(s): Khalid Saleh Al-Turais |
|                       |                                  | Tiros desde el punto penal |                                  |                                                                   |                                                                   |
|                       | - Abdulrahman - Ben Larbi - Caio |                            | - Italo - Sharara - Abu Jalboush |                                                                   |                                                                   |

| 11 de febrero de 2025 | Al-Khaldiya      | 1:2     | Tractor                          | Estadio Nacional de Baréin, Riffa                            |                                                              |
| 17:00 UTC+03:00       | - Al-Romaihi 48' | Reporte | - Hosseinzadeh 50' - Drožđek 55' | Asistencia: 367 espectadores Árbitro(s): Ahmed Faisal Al-Ali | Asistencia: 367 espectadores Árbitro(s): Ahmed Faisal Al-Ali |

| 18 de febrero de 2025 | Tractor                                        | 3:3     | Al-Khaldiya                               | Estadio Yadegar-e-Emam, Tabriz                            |                                                           |
| 19:30 UTC+03:30       | - Hosseinzadeh 15' - Štrakalj 32' - Torabi 71' | Reporte | - Abduljabbar 57', 63' - Al-Romaihi 90+3' | Asistencia: 50 103 espectadores Árbitro(s): Adel Al Naqbi | Asistencia: 50 103 espectadores Árbitro(s): Adel Al Naqbi |

| 12 de febrero de 2025 | Al-Wehdat | 0:2     | Shabab Al Ahli    | Estadio Internacional de Amán, Amán                        |                                                            |
| 17:00 UTC+03:00       |           | Reporte | - Azmoun 53', 66' | Asistencia: 467 espectadores Árbitro(s): Shukri Al-Hanfosh | Asistencia: 467 espectadores Árbitro(s): Shukri Al-Hanfosh |

| 19 de febrero de 2025 | Shabab Al Ahli                                        | 4:3     | Al-Wehdat                                     | Estadio Al-Rashid, Dubai                                |                                                         |
| 20:00 UTC+04:00       | - Azmoun 14', 84' - Guilherme Bala 80' - Mateusão 81' | Reporte | - Gueye 35' - Semreen 71' - Planić 74' (a.g.) | Asistencia: 1 175 espectadores Árbitro(s): Al Kaf Ahmed | Asistencia: 1 175 espectadores Árbitro(s): Al Kaf Ahmed |

| 12 de febrero de 2025 | Al-Wakrah | 2:2     | Al Taawoun | Estadio Internacional Jalifa, Al Rayyan            |                                                    |
| 19:00 UTC+03:00       |           | Reporte |            | Asistencia: 1 087 espectadores Árbitro(s): Ming Fu | Asistencia: 1 087 espectadores Árbitro(s): Ming Fu |

| 19 de febrero de 2025 | Al Taawoun                                       | 2:2 (t. s.)(4:3 p.)        | Al-Wakrah                                             | Al-Taawoun Club Stadium, Buraidah                       |                                                         |
| 21:00 UTC+03:00       | - Al-Kuwaykibi 77' - Rivas 112'                  | Reporte                    | - Gelson Dala 53', 120+4'                             | Asistencia: 3 345 espectadores Árbitro(s): Yusuke Araki | Asistencia: 3 345 espectadores Árbitro(s): Yusuke Araki |
|                       |                                                  | Tiros desde el punto penal |                                                       |                                                         |                                                         |
|                       | - El Mahdioui - Bahebri - Al-Kuwaykibi - Girotto |                            | - Mendes - Scholz - Omar Salah - Hassan - Gelson Dala |                                                         |                                                         |

#### Región Este
| 12 de febrero de 2025 | Nam Định | 0:3     | Sanfrecce Hiroshima                            | Estadio Thiên Trường, Nam Định                            |                                                           |
| 19:00 UTC+07:00       |          | Reporte | - Nakamura 73' - Tanaka 88' - Koshimichi 90+1' | Asistencia: 10 800 espectadores Árbitro(s): Casey Reibelt | Asistencia: 10 800 espectadores Árbitro(s): Casey Reibelt |

| 19 de febrero de 2025 | Sanfrecce Hiroshima                             | 4:0     | Nam Định | Estadio Ala de la Paz de Hiroshima, Hiroshima           |                                                         |
| 19:00 UTC+09:00       | - Sasaki 10' - Nakamura 54', 90+1' - Nakano 66' | Reporte |          | Asistencia: 9 471 espectadores Árbitro(s): Ko Hyung-jin | Asistencia: 9 471 espectadores Árbitro(s): Ko Hyung-jin |

| 12 de febrero de 2025 | Sydney FC          | 2:2     | Bangkok United                          | Estadio de fútbol de Sídney (2022), Sídney                   |                                                              |
| 19:00 UTC+11:00       | - Segecic 60', 79' | Reporte | - Živković 50' (pen.) - Puangchan 90+6' | Asistencia: 5 131 espectadores Árbitro(s): Yoshimi Yamashita | Asistencia: 5 131 espectadores Árbitro(s): Yoshimi Yamashita |

| 19 de febrero de 2025 | Bangkok United              | 2:3 (t. s.) | Sydney FC                              | Estadio Thammasat, Provincia de Pathum Thani               |                                                            |
| 19:00 UTC+07:00       | - Al-Ghassani 18' - Eid 54' | Reporte     | - Lolley 2' - Segecic 88' - Costa 100' | Asistencia: 1 819 espectadores Árbitro(s): Ilgiz Tantashev | Asistencia: 1 819 espectadores Árbitro(s): Ilgiz Tantashev |

| 13 de febrero de 2025 | Port | 0:4     | Jeonbuk Hyundai Motors                                     | Estadio BG, Provincia de Pathum Thani                       |                                                             |
| 19:00 UTC+07:00       |      | Reporte | - Park Jin-seop 19' - Compagno 24', 60' - Song Min-kyu 49' | Asistencia: 1 385 espectadores Árbitro(s): Abdulla Al Marri | Asistencia: 1 385 espectadores Árbitro(s): Abdulla Al Marri |

| 20 de febrero de 2025 | Jeonbuk Hyundai Motors | 1:0     | Port | Estadio Mundialista de Jeonju, Jeonju              |                                                    |
| 19:00 UTC+09:00       | - Park Jae-yong 5'     | Reporte |      | Asistencia: 3 487 espectadores Árbitro(s): Ma Ning | Asistencia: 3 487 espectadores Árbitro(s): Ma Ning |

| 13 de febrero de 2025 | Muangthong United          | 2:3     | Lion City Sailors                          | Estadio Thunderdome, Nonthaburi                           |                                                           |
| 21:00 UTC+07:00       | - Lorenzen 56' - Do 90+10' | Reporte | - Anuar 1' - Lestienne 11' - Ramselaar 27' | Asistencia: 3 865 espectadores Árbitro(s): Kim Jong-hyeok | Asistencia: 3 865 espectadores Árbitro(s): Kim Jong-hyeok |

| 20 de febrero de 2025 | Lion City Sailors                                        | 4:0     | Muangthong United | Estadio Jalan Besar, Kallang                             |                                                          |
| 20:00 UTC+08:00       | - Lestienne 3' (pen.) - Ramselaar 45+3' - Anuar 63', 88' | Reporte |                   | Asistencia: 2 749 espectadores Árbitro(s): Payam Heydari | Asistencia: 2 749 espectadores Árbitro(s): Payam Heydari |

## Cuartos de final

#### Región Oeste
| 4 de marzo de 2025 | Tractor | 0:0     | Al Taawoun | Estadio Yadegar-e-Emam, Tabriz                             |                                                            |
| 19:30 UTC+03:30    |         | Reporte |            | Asistencia: 25 080 espectadores Árbitro(s): Qasim Al Hatmi | Asistencia: 25 080 espectadores Árbitro(s): Qasim Al Hatmi |

| 11 de marzo de 2025 | Al Taawoun                                          | 2:2 (t. s.)(4:2 p.)        | Tractor                                  | Al-Taawoun Club Stadium, Buraidah                      |                                                        |
| 21:00 UTC+04:00     | - Barrow 54' - Mandash 92'                          | Reporte                    | - Alves 50' (pen.) - Drožđek 105'        | Asistencia: 5 689 espectadores Árbitro(s): Shen Yinhao | Asistencia: 5 689 espectadores Árbitro(s): Shen Yinhao |
|                     |                                                     | Tiros desde el punto penal |                                          |                                                        |                                                        |
|                     | - El Mahdioui - Barrow - Girotto - Abdulfattah Adam |                            | - Postonjski - Shiri - Ashouri - Drožđek |                                                        |                                                        |

| 5 de marzo de 2025 | Shabab Al Ahli | 1:1     | Sharjah     | Estadio Al-Rashid, Dubai                                  |                                                           |
| 20:00 UTC+04:00    | - Azmoun 46'   | Reporte | - Lucas 68' | Asistencia: 5 135 espectadores Árbitro(s): Ammar Mahfoodh | Asistencia: 5 135 espectadores Árbitro(s): Ammar Mahfoodh |

| 12 de marzo de 2025 | Sharjah                                            | 1:1 (t. s.)(5:4 p.)        | Shabab Al Ahli                                       | Estadio Sharjah, Sharjah                                |                                                         |
| 20:00 UTC+04:00     | - Meloni 35'                                       | Reporte                    | - Dabbur 90+4'                                       | Asistencia: 7 681 espectadores Árbitro(s): Yusuke Araki | Asistencia: 7 681 espectadores Árbitro(s): Yusuke Araki |
|                     |                                                    | Tiros desde el punto penal |                                                      |                                                         |                                                         |
|                     | - Caio - Ben Larbi - Luanzinho - Abdulbasit - Biro |                            | - Azmoun - Cartabia - Al-Ghassani - Kauan - Mateusão |                                                         |                                                         |

#### Región Este
| 5 de marzo de 2025 | Sanfrecce Hiroshima | Otorgado 0:3 | Lion City Sailors | Estadio Ala de la Paz de Hiroshima, Hiroshima                |                                                              |
| 19:00 UTC+09:00    |                     | Reporte      |                   | Asistencia: 6 812 espectadores Árbitro(s): Mooud Bonyadifard | Asistencia: 6 812 espectadores Árbitro(s): Mooud Bonyadifard |

| 12 de marzo de 2025 | Lion City Sailors | 1:1     | Sanfrecce Hiroshima | Estadio Jalan Besar, Kallang                          |                                                       |
| 20:00 UTC+08:00     | - Thy 20'         | Reporte | - Nakajima 34'      | Asistencia: 4 193 espectadores Árbitro(s): Ahmed Issa | Asistencia: 4 193 espectadores Árbitro(s): Ahmed Issa |

| 6 de marzo de 2025 | Jeonbuk Hyundai Motors | 0:2     | Sydney FC          | Estadio Yongin Mireu, Yongin                                 |                                                              |
| 19:00 UTC+09:00    |                        | Reporte | - Klimala 36', 66' | Asistencia: 2 561 espectadores Árbitro(s): Asker Nadjafaliev | Asistencia: 2 561 espectadores Árbitro(s): Asker Nadjafaliev |

| 13 de marzo de 2025 | Sydney FC                                                        | 3:2     | Jeonbuk Hyundai Motors  | Aussie Stadium, Sídney                                      |                                                             |
| 19:00 UTC+11:00     | - Alex Grant 59' - Patryk Klimala 71' - Douglas Costa 82' (pen.) | Reporte | Jeon Jin-Woo 37' (45+2) | Asistencia: 7 039 espectadores Árbitro(s): Abdulla Al Marri | Asistencia: 7 039 espectadores Árbitro(s): Abdulla Al Marri |

## Semifinal

#### Región Oeste
| 8 de abril de 2025 | Al Taawoun  | 1:0     | Sharjah | Al-Taawoun Club Stadium, Buraidah                  |                                                    |
| 21:00 UTC+03:00    | - Sabiri 2' | Reporte |         | Asistencia: 5 730 espectadores Árbitro(s): Ming Fu | Asistencia: 5 730 espectadores Árbitro(s): Ming Fu |

| 15 de abril de 2025 | Sharjah                          | 2:0     | Al Taawoun | Estadio Sharjah, Sharjah                                    |                                                             |
| 20:00 UTC+04:00     | - Camara 90+4' - Ben Larbi 90+9' | Reporte |            | Asistencia: 9 452 espectadores Árbitro(s): Rustam Lutfullin | Asistencia: 9 452 espectadores Árbitro(s): Rustam Lutfullin |

#### Región Este
| 9 de abril de 2025 | Lion City Sailors             | 2:0     | Sydney FC | Estadio Jalan Besar, Kallang                                    |                                                                 |
| 20:00 UTC+08:00    | - B.Ramselaar 18' - L.Thy 53' | Reporte |           | Asistencia: 4 213 espectadores Árbitro(s): Zaid Thamer Mohammed | Asistencia: 4 213 espectadores Árbitro(s): Zaid Thamer Mohammed |

| 16 de abril de 2025 | Sydney FC        | 1:0     | Lion City Sailors | Estadio de fútbol de Sídney (2022), Sídney                  |                                                             |
| 20:00 UTC+10:00     | - Joe Lolley 85' | Reporte |                   | Asistencia: 10 588 espectadores Árbitro(s): Abdullah Jamali | Asistencia: 10 588 espectadores Árbitro(s): Abdullah Jamali |

## Final
En la final, los ganadores de las semifinales de la Región Oeste y la Región Este se enfrentaron entre sí, alternando con el equipo anfitrión (de la Región Este) de la final de la temporada anterior. El ganador recibió una plaza en la Fase de Liga de la Liga de Campeones Élite de la AFC 2025-26, si aún no se ha clasificado gracias a su actuación en la liga nacional.

| 18 de mayo de 2025 | Lion City Sailors | 1:2     | Sharjah                        | Estadio Jalan Besar, Kallang                              |                                                           |
| 20:00 UTC+08:00    | - Lestienne 90+1' | Reporte | - Ben Larbi 74' - Meloni 90+7' | Asistencia: 9 737 espectadores Árbitro(s): Ammar Mahfoodh | Asistencia: 9 737 espectadores Árbitro(s): Ammar Mahfoodh |

|                                   |
| Bandera de Emiratos Árabes Unidos |
| Campeón Sharjah 1.er título       |

## Estadísticas

### Máximos goleadores
Nota: No contabilizadas las estadísticas en rondas previas.
Datos actualizados a 28 de noviembre de 2024.
| Pos. | Jugador                  | Equipo             | Goles | Part. | Prom. |
| ---- | ------------------------ | ------------------ | ----- | ----- | ----- |
| 1    | Amirhossein Hosseinzadeh | Tractor Sazi FC    | 6     | -     | 1.4   |
| 1    | Seia Kunori              | Tampines Rovers FC | 6     | -     | 1     |
| 2    | Kamil Al-Aswad           | Al-Khaldiya SC     | 5     | -     | 1     |
| 3    | Rafaelson                | Nam Định FC        | 5     | -     | 1     |
| 3    | Luazinho                 | Sharjah FC         | 5     | -     | 1     |
| 3    | Anas Ouahim              | Sydney FC          | 4     | -     | 1     |
| 3    | Felicio Brown Forbes     | Muangthong United  | 4     | -     | 1     |